# Каугурское восстание (фильм)
«Ка́угурское восста́ние» (латыш. Kaugurieši) — художественный фильм режиссёра Волдемара Пуце. Снят на Рижской киностудии в 1940 году по роману Карлиса Зариньша «Каугурцы», основанному на реальных событиях начала XIX века, именуемых в латвийской историографии Каугурским восстанием.
Первый полнометражный игровой фильм, снятый на Рижской киностудии, премьера которого состоялась в мае 1941 года.

## Сюжет
Действие фильма происходит в 1802 году. Причиной недовольства крестьян послужило желание остзейских помещиков ужесточить подушную подать, воспользовавшись решением правительства об отмене натурального налога.
Некоторые хозяева хуторов демонстративно отказывались посылать своих батраков на работу в имение. Спустя некоторое время, при поддержке появившихся армейских подразделений, были арестованы зачинщики волнений.
На одном из стихийных собраний, в переполненной крестьянами корчме, слуги из имения Муяны были исполнены решимости применить силу для освобождения земляков. На призыв явились несколько тысяч вооружённых дубинами и кольями крестьян.
После происшедшего столкновениями с войсками, восставшие, под непрерывным ружейным и пушечным огнём, были вынуждены отступить в ближайший лес.
Надежды властей на скорое решение не оправдались. Крестьяне долго оставались в укрытии и, только после прибытия подкрепления, начались массовые аресты и избиения. Состоявшийся вскоре дворянский суд приговорил зачинщиков к пожизненной каторге и ссылке в Сибирь.

## В ролях
- Николай Крауклис — Петерис
- Алма Абеле — жена Петериса
- И. Миеркалнс — сын Петериса
- И. Варпа — Лиените
- Мирдза Горниеце — Илзе
- Карп Клетниекс — Янис
- М. Кайва — Мара
- Херберт Зоммер — граф Менгден
- Дзидра Карклиня-Кронберга — графиня Маргарита
- К. Квепс — Зунте
- Петерис Васараудзис — Тенис
- Милда Клетниеце — Кача
- Лилия Эрика — госпожа Мека
- Жанис Катлапс — Гедертс
- Аугуст Митревиц — Карлис
- А. Штейнберга — Майя
- К. Пенте — барон
- Юлия Скайдрите — баронесса
- А. Стубавс — Штильтерис
- И. Римша — Марцис
- Ансис Кронбергс — Ансис
- Эдуардс Эмсиньш — Густс
- А. Вилкс — Мителис
- О. Штенбере-Старка — жена Мителиса
- Атис Крауклис — Ансис
- Луйс Шмитс — Ломер
- Роман Сута — священник
- Карлис Себрис
- Аугуст Митревицс
- Волдемар Шварц

## Съёмочная группа
- Автор сценария и режиссёр-постановщик: Волдемар Пуце
- Оператор-постановщик: Волдемар Упитис
- Композитор: Бруно Скулте
- Художник-постановщик: Роман Сута
- Звукооператор: Вилмарс Зиле
- Режиссёр: Ансис Типанс
- Операторы: Лаймонс Гайгалс, Янис Валтенбергс
- Художник по костюмам: Эйженс Коновс
- Художник-гримёр: Карлис Тилгайлис
- Ассистент режиссёра: Паулс Перерсонс
- Директор: Харалдс Ханс